# Bob Zurke
Robert Zurke (* 17. Januar 1912 in Detroit; † 16. Februar 1944 in Los Angeles) war ein US-amerikanischer Jazz-Pianist, Komponist und Bandleader.
Er schrieb u. a. Boogie-Woogie-Arrangements und besetzte bei Bob Crosby nach Joe Sullivan 1936 bis 1939 die Rolle des Pianisten (sein „erster Brotjob“). 1939 wurde er von den Down-Beat-Lesern zum besten Pianisten des Jahres gewählt. Mit seiner Delta Rhythm Band, die von 1939 bis 1941 bestand, gelang ihm Ende Juni 1940 mit dem Don-Raye-Song „I Love You Much Too Much“ sein einziger Top-30-Hit in den Charts. In seiner Band spielte u. a. Sterling Bose; Bandsängerin war Evelyn Poe.
Mit den eigenen Gruppen hatte er allerdings keine Erfolge. Deshalb trat er ab 1941 nur noch als Solist auf. Er starb im Alter von 32 Jahren. 

## Diskografie
- Ashcraft MIS 4 (Hep Records)

| Personendaten    | Personendaten                                            |
| ---------------- | -------------------------------------------------------- |
| NAME             | Zurke, Bob                                               |
| ALTERNATIVNAMEN  | Zurke, Robert                                            |
| KURZBESCHREIBUNG | US-amerikanischer Jazz-Pianist, Komponist und Bandleader |
| GEBURTSDATUM     | 17. Januar 1912                                          |
| GEBURTSORT       | Detroit, Michigan, USA                                   |
| STERBEDATUM      | 16. Februar 1944                                         |
| STERBEORT        | Los Angeles, Kalifornien, USA                            |